# Jonathan Netanyahu

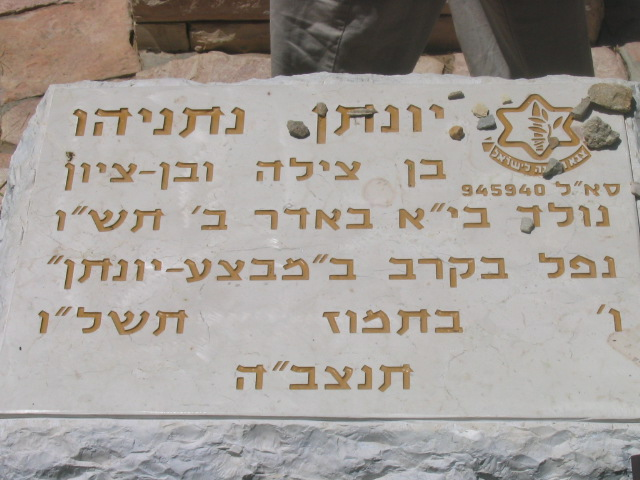
Grafsteen van Jonathan Netanyahu

Jonathan (Yoni) Netanyahu (Hebreeuws: יונתן נתניהו) (New York, 13 maart 1946 – Entebbe, 4 juli 1976) was een Israëlische commando en de broer van de latere premier Benjamin Netanyahu (21 oktober 1949).
Netanyahu was evenals zijn broers een strijder van de Sayeret Matkal, een elite-eenheid van het Israëlische leger, en werd onderscheiden tijdens de Jom Kipoeroorlog van 1973.
Netanyahu werd tijdens Operatie Entebbe op het vliegveld van Entebbe door Oegandese soldaten doodgeschoten. Operatie Entebbe was een geslaagde poging van het Israëlische leger de gijzelaars te redden die op 27 juni 1976 bij een vliegtuigkaping door terroristen gevangen waren genomen en vervolgens naar Oeganda waren gevlogen. Netanyahu was de commandant op het vliegveld en een van de planners van de operatie en de enige Israëlische militair die tijdens de reddingsoperatie om het leven kwam. De operatie wordt officieel Mivtsa Jonathan ('actie-Jonathan') genoemd, ter ere van Jonathan Netanyahu.
Op 4 juli 2016 kwam de Israëlische premier Benjamin Netanyahu naar Entebbe om te herdenken dat veertig jaar geleden de bevrijdingsactie had plaatsgevonden. Het was het startpunt voor zijn rondreis door Oost-Afrika.